# Ricardo Osorio
Pour les articles homonymes, voir Osório (homonymie).
Ricardo Osorio Mendoza, plus connu sous le nom de Ricardo Osorio, né le 30 mars 1980 à Huajuapan de León, est un footballeur mexicain. Il joue le plus souvent poste d'arrière central avec l'équipe du Mexique et arrière droit avec le CF Monterrey.

## Carrière

### En club
Après 5 années passées sous les couleurs de Cruz Azul, il s'engage lors de l'été 2006 pour le VfB Stuttgart pour un montant de 4 M€ alors qu'il avait impressionné pendant son passage en Allemagne lors de la Coupe du monde 2006. Cette saison même, il remporte la Bundesliga devant Schalke en participant à 28 rencontres de championnat inscrivant même un but.
Le défenseur polyvalent verra ensuite son temps de jeu se réduire, la faute à de nombreuses blessures et aux plusieurs changements d'entraîneurs dû au mauvais résultats du champion d'Allemagne 2007.

### En équipe nationale
Il a fait ses débuts internationaux le 13 juillet 2003 contre l'équipe du Brésil (1-0).
Osorio participe à la coupe du monde 2006 avec l'équipe du Mexique. Où il réalise de très bonnes performances au point d'attirer de nombreux recruteurs étrangers . 
Il sera également sélectionné avec l'équipe du mexique appelé par Javier Aguirre pour participer à la  Coupe du monde 2010 en Afrique du Sud

## Palmarès
- 83 sélections et 1 but avec l'équipe du Mexique depuis 2003
- Vainqueur de la Gold Cup (CONCACAF) en 2003 et 2011 avec le Mexique
- Champion d'Allemagne en 2007 avec le VfB Stuttgart